# Soom T
Soom T és el sobrenom de Sumati Bhardwaj, una MC de música ragga que té un estil amb influències del rap, el punk rock, el pop i el groove.

## Biografia
Soom T és originària d'una família de Glasgow a Escòcia. De mare llevadora i pare comerciant, és la quarta de set germans. A 12 anys va anar un any a viure a l'Índia. El seu germà, membre d'un grup de crossover thrash, li va fer conèixer Cypress Hill, Body Count, Rage Against the Machine, Pantera o Tupac Shakur. Amb Top of the Pops va conèixer Tori Amos, Björk, Blur, Des'ree o The Lighthouse Family, a més de la música índia. També té influències de Queen. A 15 anys abandona la família i, després d'haver militat políticament a Y Network, decideix utilitzar la música per a expressar les seves idees i, a 17 anys, comença de rapera a un club de Glasgow. Després d'alguns mesos, rep 50 lliures i decideix de dedicar-se professionalment al món de la música. A 23 anys col·labora amb The Orb i crea el seu grup de hip-hop/electro Soom-T & The Monkeytribe. Obté un diploma nacional de comunicació i mitjans i debuta en el món del periodisme. Té el seu propi segell discogràfic: Renegade Masters.
Després d'una quinzena d'anys d'activitats, surt el seu primer àlbum l'any 2015: Free as a Bird.
Té un àlbum en col·laboració amb Disrupt (Jahtari) i múltiples col·laboracions amb Mungo's HiFi i d'altres.

## Discografia

### Àlbums
| Títol           | Any  | Llistes |
| Títol           | Any  | FR      |
| --------------- | ---- | ------- |
| Free as a Bird  | 2015 | 122     |
| Ode to a Karrot | 2017 |         |
| Born Again      | 2018 |         |

### Senzills
| Títol                        | Any  | Llistes | Llistes | Llistes  | Àlbum          |
| Títol                        | Any  | FR      | UK      | BEL(Wal) | Àlbum          |
| ---------------------------- | ---- | ------- | ------- | -------- | -------------- |
| "Take a Walk" (amb Tom Fire) | 2015 | 87      | —       | —        | Free as a Bird |
| "Broken Robots"              | 2015 | 151     | —       | 96       | Free as a Bird |